# 真間川

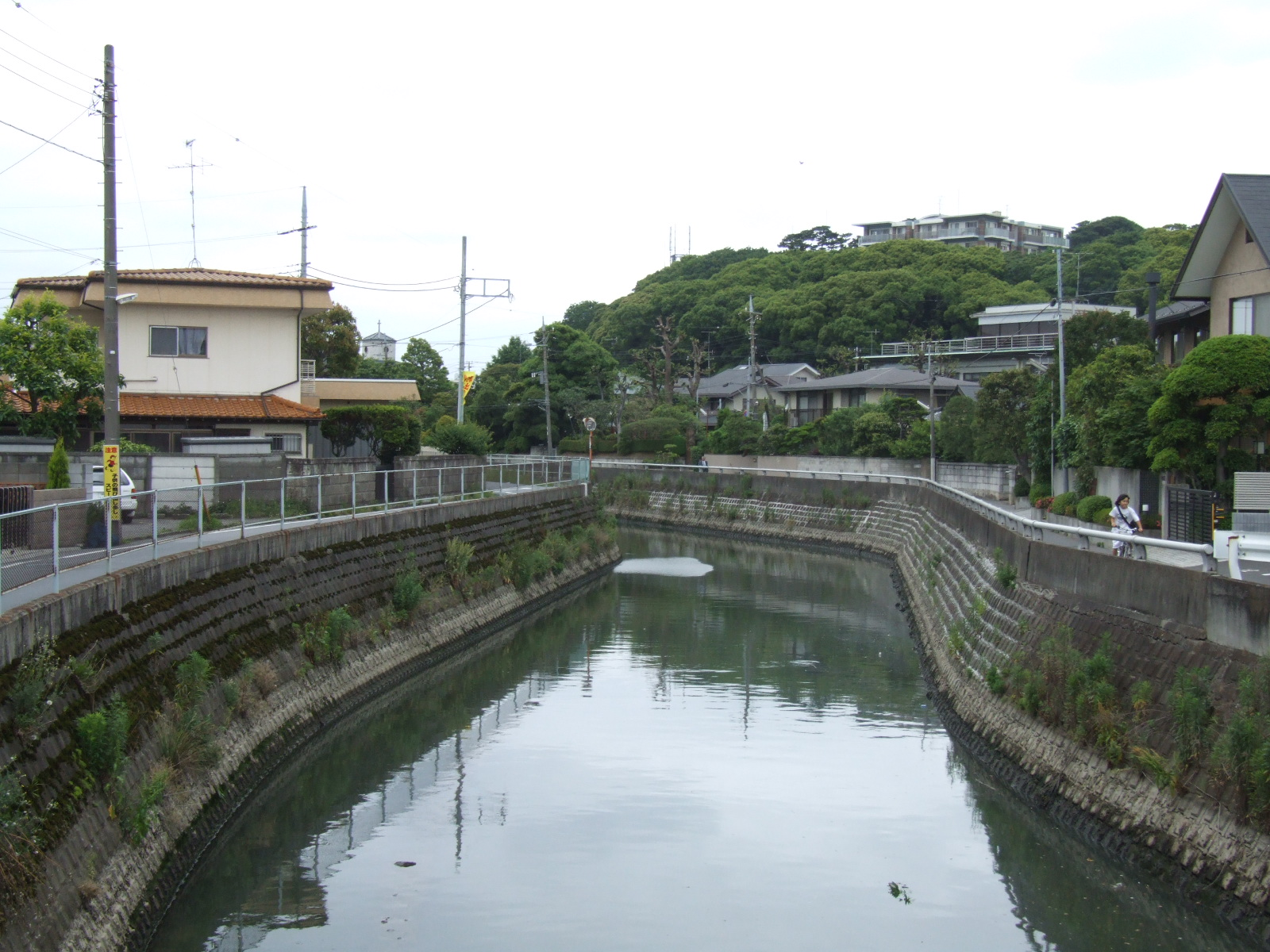
入江橋から見た真間川(2006年6月3日撮影)

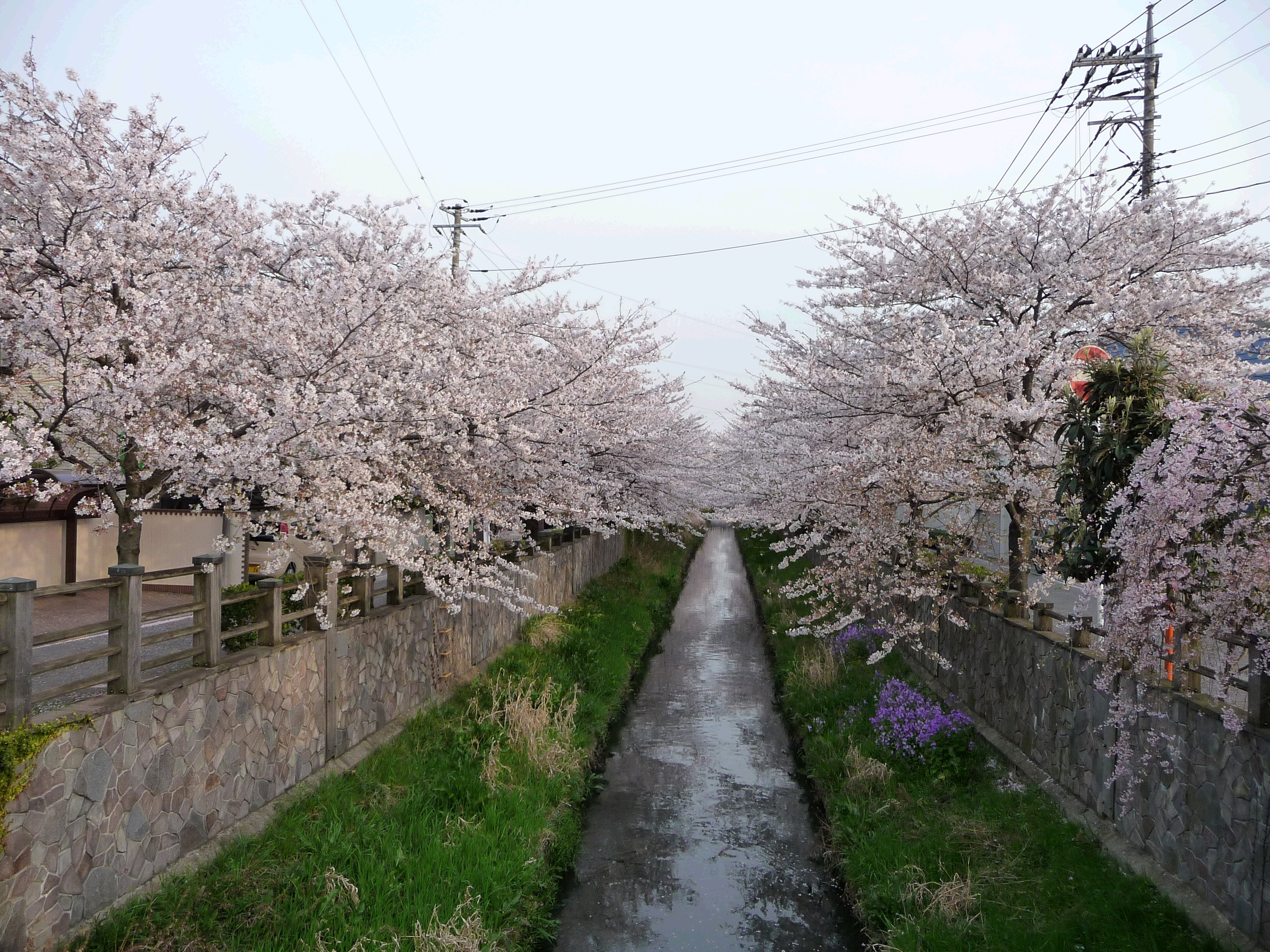
真間川の桜

真間川（ままがわ）は、千葉県西部で江戸川から分かれ東京湾に注ぐ、利根川水系の一級河川。全長8.5km・流域面積65.6km2、流域市街化率約65%の、典型的な都市河川である。『万葉集』にも詠われた真間の手児奈伝説に登場する「真間の入り江」の跡とされている。

## 流路
千葉県市川市市川四丁目で、江戸川左岸の堤防に作られた水門から分派する。東に流れ国分川を合わせ、徐々に南東に向きをかえ大柏川を合わせる。以後は南南東や南南西に緩く向きをかえつつ南に流れ、市川市の原木（ばらき）で東京湾に注ぐ。途中、船橋市が市川市の方向に突き出た本中山地区を通過するが、流路の大半は市川市内である。
かつては大柏川・国分川を合流し、江戸川に注いでいたが、海沿いの砂州を横切って直接東京湾に注ぐ放水路が掘削され、流れの方向が逆になった。真間川の東京湾に至る放水路は、かつて境川と呼ばれ、川べりの土手には桜並木が植えられ、花見の名所になっていた。この桜並木の再生散策路が1988年「桜並木の散策路」で、昭和63年度手づくり郷土賞　（やすらぎとうるおいのある歩道）受賞。

## 治水
流域の市街化（特に上流部の水田等の減少）により、1966年・1981年・1986年・1989年・1993年と、洪水被害がたびたび起こっている（都市型水害）。1980年代以降、水害対策として、支流大柏川流域での水田の保全、真間川支流の国分川の水を坂川を通じて江戸川に流す国分川分水路の掘削、川幅の拡幅、国分川調節池の設置などが行われた。市街地を流れるため空間的な制約が大きく、水辺空間の保全、特に桜並木の保存が問題となった。
結果的に川幅の拡幅のため桜並木の一部伐採とコンクリート護岸の設置が行われたが、拡幅部分でも川沿いに桜を植えたり護岸をツタで覆うなど、修景に工夫がはらわれた。
こうした努力により、「桜並木の散歩道」が整備されたことが評価され、1988年（昭和63年）7月に建設省の「手づくり郷土賞」に選定された。
1991年（平成3年）7月には真間川が建設省の「ふるさとの川モデル事業」のモデル河川に指定され、周辺景観・地域整備と一体となった親水性の高い水辺空間を形成することを整備方針とした計画が1993年（平成5年）5月25日に認定された。

## 流域の自治体
千葉県
市川市、船橋市

## 支流
下流より記載
- 高谷川
- 二俣川
- 大柏川
  - 根郷川
  - 二和川
  - 中沢川
- 派川大柏川
- 国分川
  - 国分川分水路（分流） - 坂川へ放流。
  - 春木川
  - 紙敷川
- （江戸川）

## 橋梁
- 江戸川堤防
- 根本橋 - 千葉県道1号市川松戸線（松戸街道）
- 根本橋
- 新根本橋
- 入江橋 - 大門通
- 手児奈橋 - 真間本通
- 麓橋
- 笹塚橋[4]
- 府中橋 - 千葉県道264号高塚新田市川線
- （橋） - 国道298号
- 須和田橋
- 新菅野橋
- 弁天橋
- 宮久保橋 - 千葉県道51号市川柏線
- 宮下橋
- 三角橋
- 得栄橋
- 富貴島橋[5]
- 八方橋 - 八方橋通
- 北方橋
- 大和橋
- 上境橋
- （橋） - 京成本線
- 境橋 - 国道14号（千葉街道）
- 新川橋[6]
- （橋） - 総武本線
- 鬼高橋
- 中山橋
- 小栗原橋
- 柳橋
- （橋） - 東京メトロ東西線
- 北原木橋 - 千葉県道283号若宮西船市川線（産業道路）
- 原木橋 - 国道14号（京葉道路）
- 三戸前橋 - 千葉県道179号船橋行徳線
- ふれあい歩道橋
- 原木橋
- 原木大橋 - 東関東自動車道、国道357号（湾岸道路）